# سبدساز پرراه‌راه
سبدساز پُرراه‌راه (نام علمی: Asthenes flammulata) گونه‌ای از پرندگان گنجشک‌سان از خانواده مرغان تنورساز است که بومی رشته‌کوه‌های آند در کلمبیا، اکوادور و پرو است.